# Vlastislav Antonín Vipler
Vlastislav Antonín Vipler (12. června 1903 Bílá Třemešná – 4. června 1971 Praha) byl český dirigent a hudební skladatel. Je autorem 340 různých hudebních skladeb, z toho 25 původních českých operet.

## Životopis

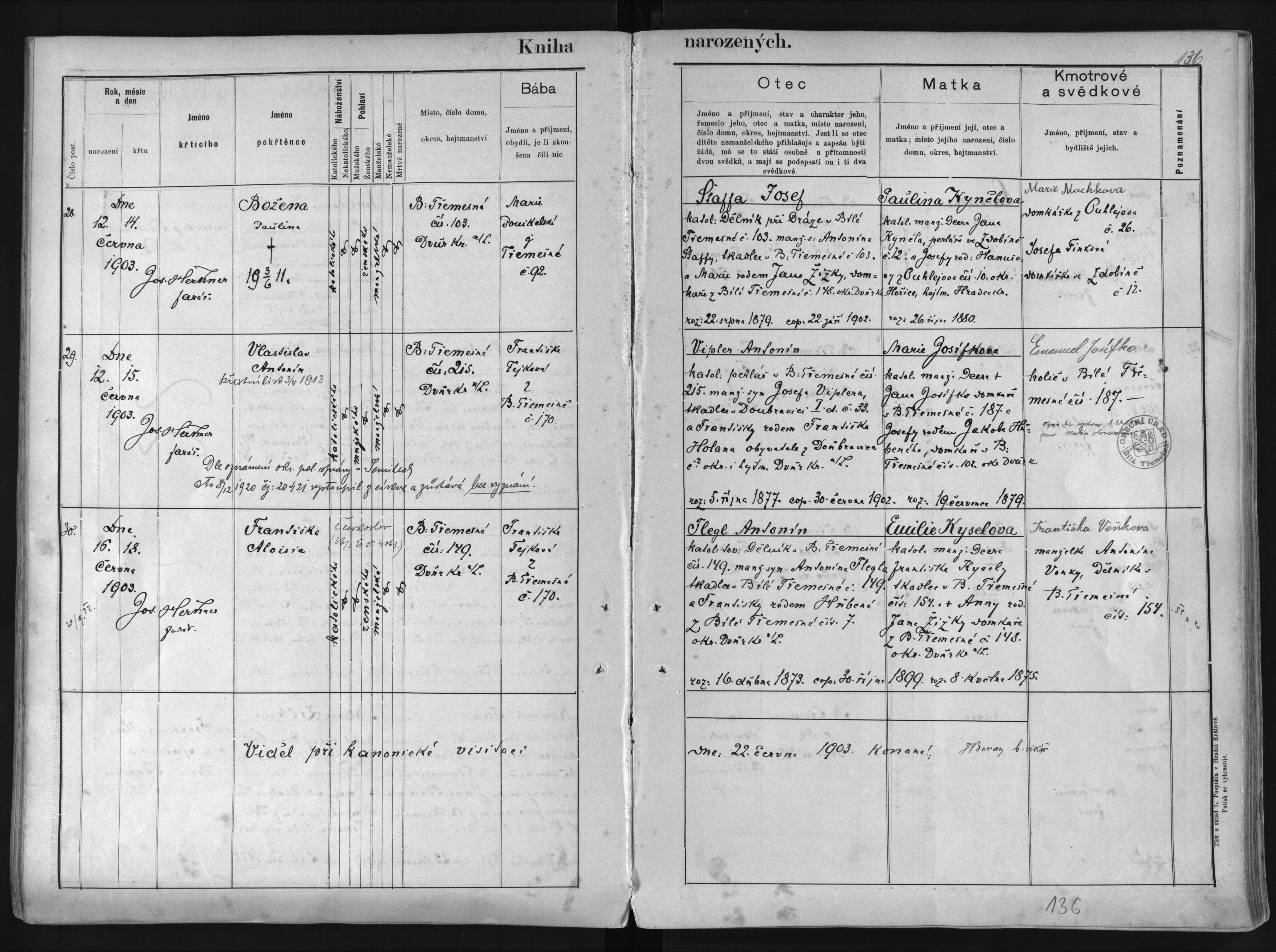
V. A. Vipler - matriční záznam o narození

Po studiích na královédvorském gymnáziu studoval dirigování a skladbu na Pražské konzervatoři. Po dokončení školy krátce působil ve Východočeském divadle v Pardubicích, pak také ve Východoslovenském národním divadle a v bratislavském a košickém studiu Československého rozhlasu. Po návratu do Prahy dirigoval divadelní orchestry holešovického Divadla Uranie, smíchovského Švandova divadla a později i Malé Operety. Zde se seznámil s Otakarem Jeremiášem, který jej doporučil pro práci v Československém rozhlase, kde od roku 1939 pracoval jako dirigent a odborný programový pracovník až do své smrti. V letech 1945 – 47 byl uměleckým ředitelem Tylova divadla v Nuslích, pozdějšího Divadla na Fidlovačce.

Od roku 1927, byla jeho manželkou herečka Božena Plecitá (1904 - 1991).

## Dílo
Skládal zábavnou i vážnou hudbu, např. symfonickou hudbu, písně a komorní hudbu.

### Filmová hudba
- 1930 Černý plamen
- 1932 Píseň o velké lásce
- 1934 Na Svatém Kopečku

### Operetní tvorba
Během svého života zkomponoval celkem 25 původních českých operet. Mezi nejznáměšjí patří:
- Děti Slovače
- Jen ty a já
- Na Svatém kopečku
- Dvě srdce na prodej
- První valčík
- Modrý husar
- Bílý oficír

## Dirigentská činnost

### Divadelní orchestry
- Východočeské divadlo v Pardubicích
- Východoslovenské národní divadlo v Košicích
- Divadlo Uranie
- Švandovo divadlo
- Malá opereta

### Ostatní orchestry
- Symfonický orchestr hlavního města Prahy FOK
- Malý rozhlasový orchestr (pozdější Pražský rozhlasový orchestr)
- 1968 Operetní studiový orchestr
- 1969 Orchestr Smetanova divadla
- Orchestr rozhlasového operního studia
- Filmový symfonický orchestr
- Symfonický orchestr pražského rozhlasu